# Succession de Bourgogne
Ne pas confondre avec Guerre de Succession de Bourgogne de 1477 à 1482.
La succession de Bourgogne est une crise de succession concernant la couronne royale de Bourgogne causée par l'extinction de la dynastie des Rodolphiens. Le conflit qui se déroule entre 1032 et 1034 voit s'affronter Eudes II de Blois, plus proche parent du défunt roi et Conrad le Salique, défenseur des dispositions testamentaires du roi Rodolphe III en faveur de son fils le futur Henri III. La résolution de ce conflit verra le royaume de Bourgogne entrer définitivement au sein du Saint-Empire romain et de l'orbite germanique pour les siècles à venir.

## Contexte et forces en présence
Rodolphe III, dernier roi de Bourgogne, mort sans postérité, le 6 septembre 1032, avait institué comme héritier son petit-neveu le futur Henri III, fils de l'empereur germanique Conrad le Salique, époux d'une de ses nièces. Ce testament avait été arraché de haute lutte par la dynastie Ottonienne. L'Empereur Henri II, neveu de Rodolphe par sa sœur Gisèle de Bourgogne, avait beau être un candidat naturel, sa reconnaissance comme hériter par Rodolphe en 1016 à Strasbourg entraine la première révolte aristocratique massive de l'histoire du royaume, menée par Otte-Guillaume de Bourgogne, le puissant comte de Bourgogne. Une fois vaincus, le testament est renouvelé en 1018. La mort d'Henri II en 1024 remet tout en jeu. En effet, l'hériter d'Henri II, Conrad II n'est pas apparenté directement aux Rodolphiens, n'étant que le mari de sa nièce Gisèle de Souabe. Conrad doit se résoudre à un coup de force en prenant la ville de Bâle en 1025, important évêché Bourguignon, afin d'obtenir la reconduction du testament en faveur de son fils et petit-neveu de Rodolphe, en échange de la restitution de la cité épiscopale.
Toutefois, un autre neveu de Rodolphe, le puissant comte Eudes II de Blois, fils de sa sœur aînée Berthe de Bourgogne, possède lui un lien dynastique qui a nettement préséance sur celui de Henri III. Il suscite ainsi, dès le décès de son oncle le roi Rodolphe III connu, une nouvelle révolte des féodaux et des prélats du royaume de Bourgogne contre Conrad II. Si le fils du précédent chef rebelle le comte Renaud Ier de Bourgogne ne semble pas s'être impliqué dans cette révolte, le camp blésiste se compose du comte de Genève Gérold, qui est lui aussi un petit-neveu de Rodolphe, de l'évêque de Maurienne, Urard/Everard, et de l'archevêque de Lyon, Burchard III,. D'autres plus petits seigneurs laïcs semblent également prendre part au conflit dans le camp blésiste, à l'image des sires de Joux, des comtes équestres de la famille des Monts ou encore des sires de Grandson.
Face à eux, Conrad le Salique reçoit d'abord uniquement l'appui de la reine douairière Ermengarde, la veuve de Rodolphe III, et de ses proches, à l'instar du comte Humbert, qui est probablement son frère ou du moins un proche parent, et des seigneurs laïcs bourguignons de culture germanique frontaliers de la Souabe, tel les sires de Lenzbourg ou d'Oltigen. Il possède également comme preuve de sa légitimité l'ensemble des regalia du Royaume qui lui ont été apportés par un dénommé Seliger sur instruction d'un Rodolphe III mourant.

## Déroulé
C'est Eudes II de Blois qui prend l'initiative en mettant rapidement le siège devant Vienne dès la fin de l'année 1032 où il force la soumission de l'archevêque de Vienne Léger. Après avoir reçu hommage de quelques grands Provençaux, il décide de se diriger vers le cœur du Royaume, la Transjurane. À cette époque, Eudes II de Blois se fait peut-être couronner roi de Bourgogne à Lausanne par ses partisans.
L'Empereur est mis au courant de la mort de Rodolphe III alors qu'il se trouve sur l'Elbe en train de préparer une campagne contre ses voisins orientaux. Il annule précipitamment cette dernière afin de s'assurer de l'héritage bourguignon, et se trouve dès la fin de l'année à Strasbourg afin de préparer une campagne d'assujettissement du pays. Une première rencontre entre les deux camps a lieu sur les bords du Lac de Neuchâtel, et la ville éponyme est ravagée par un incendie découlant de l'affrontement. Continuant d'avancer, Conrad le Salique se fait couronner par procuration pour son fils à Payerne en janvier 1033. Il souhaite ensuite forcer les fortifications de Transjurane sur lesquelles reposent la défense d'Eudes en assiégeant le château de Morat en février. Cependant, un hiver rigoureux force son repli sur Zurich, terre impériale. En effet, les chroniques de l'époque disent de cet hiver particulièrement froid qu'il gelait les sabots des chevaux dans le sol au point qu'il faille les libérer à coup de hache
Alors qu'Eudes avait regagné ses terres champenoises au printemps 1033 pour organiser la suite des opérations et rassembler de nouvelles troupes, l'Empereur décide de faire jouer la plume en plus de l'épée, et rencontre en mai de la même année le roi de France Henri Ier à Deville sur la Meuse afin de nouer avec lui une alliance contre ce turbulent vassal. Alors que le roi de France attaque Sens dans les terres tourangelles d'Eudes, Conrad décide d'ouvrir un nouveau front contre ce dernier en ravageant ses terres champenoises, frontalières de la Lorraine impériale. Il finit par remporter une victoire décisive contre Eudes à la fin de l'été 1033 alors que ce dernier fait le siège de Toul. Le comte de Blois se soumet alors, renonçant solennellement à la couronne de Bourgogne et l'héritage de son oncle Rodolphe.
Après avoir mâté Eudes, plutôt que de tenter de nouveau une campagne hivernale comme l'année précédente, Conrad décide alors de prendre son temps pour en finir avec les rebelles transjurans dont il sait qu'ils n'ont pas les moyens de prendre l'offensive. Il tient une diète à Ratisbonne où se dessine la suite des événements. En plus de son armée Germanique, l'Empereur fait appel à l'archevêque de Milan Héribert et au marquis Boniface III de Toscane afin de prendre en étau la Bourgogne avec une seconde armée impériale venue d'Italie.
Les deux armées impériales se retrouvent le 1er août 1034 à Genève après avoir réduit en chemin les dernières poches de résistance qu'étaient les châteaux de Morat et de Joux, et c'est là que les derniers révoltés, isolés depuis la reddition de Eudes, font leur soumission à l'empereur. Au cours d'une cérémonie, Conrad est alors acclamé par ses trois peuples (Germains, Italiens et Bourguignons) comme trois fois roi. C'est à cette occasion que le moine Gérald l'Allobroge, le futur pape Nicolas II, entra au service du marquis Boniface III de Toscane et partit avec lui en Italie.

## Suite
C'est dès lors essentiellement la fin de la guerre de succession. Ce conflit aura pour conséquence de modifier à la marge la composition des élites laïques en Transjurane. Si on observe une certaine baisse d'influence romane au profit des élites germaniques, on n'assiste pas à un remplacement de ces élites par des fidèles venus de Germanie, ce qui traduit déjà l'enracinement local des élites et préfigure les débuts des grandes principautés locales dans un Royaume qui a longtemps réussi à conserver un mode de fonctionnement carolingien.
Chef des révoltés, Burchard III perd l'archevêché de Lyon et ne conserve que l'abbatiat de Saint-Maurice d'Agaune après avoir séjourné quelque temps dans les geôles d'Ulrich de Lenzbourg alors que Gérold de Genève conserve sa principauté, même s'il doit se contenter du titre de Comte et non plus celui de Prince. La maison des Monts perd l'investiture du comté équestre et ne conserve que la châtellenie de Mont-sur-Rolle, de même que les sires de Grandson qui perdent le titre comtal, alors que la première maison des Sires de Joux elle disparaît complètement.
Il récompense parallèlement ses soutiens, et au premier lieu desquels Humbert-aux-Blanches-Mains qui devient comte de Maurienne et d'Aoste et fondateur de la maison de Savoie. Les sires d'Oltigen et de Lenzbourg accèdent à la charge comtale également, les derniers occuperont même le siège épiscopal de Lausanne et la charge de Reichsvogt - représentant laïc de l'empereur - de Zurich. Cette époque marque également la naissance du comté de Neuchâtel qui est remis, dévasté, à un officier méritant de Conrad, nommé Ulrich, peut-être fils du dénommé Seliger qui apporta les regalia bourguignonnes à Conrad au début du conflit.
Eudes II de Blois tentera une dernière fois de prendre les armes contre l'empereur pour la Bourgogne à l'appel de grands Italiens, mais mourra sur le champ de bataille en Lorraine à Commercy en 1037. Cette même année voit le couronnement officiel d'un Henri III, âgé de 20 ans, comme roi de Bourgogne du vivant de son père. Une dernière tentative de rébellion aura lieu en 1044 à l'instigation de Gérold de Genève et de Renaud Ier de Bourgogne mais ils seront vaincus l'année suivante par le comte Louis de Montbéliard et se soumettent définitivement à Henri III. Cette date marque la fin des troubles successoraux et l'intégration complète du Royaume au sein de l'Empire, titre dont les empereurs se prévaudront jusqu'à la fin du XIVe siècle et la désintégration définitive du pouvoir impérial au sein de l'ancien royaume de Bourgogne, Franche-Comté exceptée.